# Рокфорд (Иллинойс)
Ро́кфорд (англ. Rockford) — третий по численности населения город в штате Иллинойс, США. Расположен в округе Уиннебейго, в северо-западной части штата, вблизи границы со штатом Висконсин. По данным переписи 2010 года, численность населения Рокфорда составляла 152 871 человек, увеличившись на 1,8 % по сравнению с переписью 2000 года.

## История
В 1834—1835 годах из Галены прибыли первые поселенцы в лице Германикуса Кента, Тэтчер Блейка и Льюиса Лемона, которые обосновались на западном берегу реки Рок, а также Дэниел Шоу Хейт, основавший поселение на восточном берегу. Община располагалась посредине между Галеной и Чикаго, и поначалу была известна как «Мидуэй», однако вскоре за ней закрепилось имя «Рокфорд», в связи с расположенным здесь бродом (англ. ford). В 1837 году открылось почтовое отделение. 
В 1839 году поселение получило статус деревни, а в 18520-м зарегистрировано со статусом города. С 1840 года начался выпуск первой еженедельной газеты, а в 1877-м появилась коммерчески успешная ежедневная газета. В 1847 году основана Рокфордская женская семинария, которая в 1892 году стала Рокфордским колледжем, а с 1958 года здесь введено совместное обучение. Самая известная выпускница колледжа — Джейн Аддамс (1881), основатель Халл-Хауса в Чикаго и лауреат Нобелевской премии мира (1930). Рокфордская публичная библиотека, открывшая свои двери в августе 1872 года, стала второй в штате Иллинойс.
Сегодня Рокфорд является окружным центром округа Уиннебейго, а до 1850-х годов это была маленькая ничем не примечательная деревня. Однако, образованная в 1851 году компания Rockford Water Power Company и достигшая Рокфорда в 1852 году железная дорога Galena & Chicago Union Railroad сделали из поселения город. К 1860 году Рокфорд стал значительным, быстрорастущим промышленным центром, известным производством сельскохозяйственных орудий. К 1880 году здесь появились предприятия мебельной промышленности, где активно использовался труд шведских мастеров, и в первой половине XX века Рокфорд стал вторым по величине производителем мебели в США. Значительная концентрация рабочего класса способствовала усилению в городе позиций профсоюзов и социалистов, и в 1921—1955 годах им руководили социалистические мэры.
После Первой мировой войны производство сельскохозяйственной техники пришло в упадок, а во времена Великой депрессии и Второй мировой войны эта участь постигла и мебельную промышленность. К концу 1960-х годов обе отрасли окончательно исчезли. В XX веке промышленность города была представлена отраслями станкостроения, тяжелого машиностроения, автомобильной и аэрокосмической, а также производством упаковки.
Первые поселенцы были в основном из штата Нью-Йорк и Новой Англии. В 1850-х годах сюда прибыли иммигранты ирландского происхождения и несколько шведских иммигрантов. После гражданской войны шведы прибывали в больших количествах и вскоре стали доминирующей этнической группой. Шведский язык был распространён здесь также как английский, вплоть до 1920-х годов. После 1880 года в Рокфорде появились итальянцы, после 1900 года — поляки и литовцы, после 1970 года — лаосцы, вьетнамцы и выходцы из Латинской Америки. Один из основателей города, Льюис Лемон, был афроамериканцем (рабом, выкупившим свою свободу), однако темнокожего населения было очень мало вплоть до Первой мировой войны, после которой они стали прибывать с южных штатов, в частности из Арканзаса и Миссисипи.
В течение шести лет после гражданской войны, Рокфорд был широко известен в бейсбольных кругах, благодаря команде бейсбольного клуба «Форэст-Сити». Причём это название стало столь популярно, что закрепилось за городом как псевдоним.
В первой половине XX века, Рокфорд также был важным военным городом. В 1917 году здесь открыт лагерь Кэмп-Грант для тренировки солдат, в 1921 году он приостановил работу, а в 1924 году был передан штату Иллинойс в качестве постоянного учебного центра Национальной гвардии США. В 1940 году лагерь стал базой армии США и служил центром для призывников, а затем учебным центром для санитаров. В 1943—1946 годах тут содержались немецкие военнопленные, немногим более 2000 человек. В 1946 году Кэмп-Грант был закрыт, а его территорию поделили Рокфордский международный аэропорт и Парк Сэт-Эдвуд.
В последние десятилетия XX века Рокфорд испытал упадок промышленности, необходимость срочной реконструкции обветшавших зданий, тяжёлую безработицу. В 1989 году инициативная группа заинтересованных граждан начала кампанию по ликвидации сегрегации и расовой дискриминации в школьной системе штата. Другие важные события этого периода: основание Общинного колледжа Рок-Вэлли, создание в Университете штата Иллинойс Рокфордского медицинского колледжа, строительство общественного центра, а также открытие в городе важных региональных финансовых центров, объектов здравоохранения и развлечений.
В 1992 году город был награждён премией «All-America City Award» (с англ. — «Всеамериканский город») присуждаемой Национальной гражданской лигой, которую неофициально называют «Нобелевской премией за конструктивное гражданство» и которая выдается за активную гражданскую позицию жителей некорпоративных сообществ Соединённых Штатов в жизни местного самоуправления.

## География
По данным Бюро переписи населения США, общая площадь города составляет 158,2 км² (61,08 миль²), из которых 155,95 км² (60,21 миль²) суши и 2,25 км² (0,87 миль²) водной поверхности.
Через город протекает река Рок.

### Климат
Благодаря своему местоположению на Среднем Западе и в окружении лиственных лесов, в климате Рокфорда чётко прослеживаются четыре сезона. Лето обычно тёплое, средняя температура самого жаркого месяца — июля, достигает 29 °C. Зимой на погоду часто оказывают влияние холодные массы воздуха из Канады. Средняя температура самого холодного месяца — января, составляет −6 °C. Самый дождливый месяц — июнь, самый сухой — февраль. Среднегодовая норма осадков — 930 мм.
Рокфорд и его пригород входят в зону риска возникновения торнадо. Так, 21 апреля 1967 года соседний город Белвидер пострадал от торнадо силой F4 по шкале Фудзиты, в результате чего погибли 24 человека и сотни получили ранения. Во время бурь город часто подвергается воздействию сильного ветра с дождём и градом. 5 июля 2003 года стихия вызвала серьёзные повреждения как на востоке, так и на западе Рокфорда, около 70 тыс. человек в течение недели оставались без электричества.
Город также подвержен сильным метелям зимой. 6 января 1918 года в истории города прошёл самый обильный снегопад, в результате которого выпало 41 см снега. Во время метели 31 января — 2 февраля 2011 года выпало 38,3 см снега.
Рекордно высокая температура была зафиксирована 14 июля 1936 года и составила 44 °C, рекордно низкая температура зафиксирована 10 января 1982 года и достигла −33 °C.
| Показатель                    | Янв. | Фев. | Март | Апр. | Май   | Июнь  | Июль  | Авг.  | Сен. | Окт. | Нояб. | Дек. | Год |
| ----------------------------- | ---- | ---- | ---- | ---- | ----- | ----- | ----- | ----- | ---- | ---- | ----- | ---- | --- |
| Абсолютный максимум, °C       | 17   | 21   | 29   | 34   | 41    | 41    | 44    | 40    | 39   | 33   | 27    | 19   | 44  |
| Средний суточный максимум, °C | −2   | 1    | 8    | 16   | 22    | 27    | 29    | 28    | 24   | 17   | 9     | 1    | 15  |
| Средняя температура, °C       | −6   | −3   | 3    | 10   | 16    | 21    | 23    | 22    | 18   | 11   | 4     | −3   | 9,6 |
| Средний суточный минимум, °C  | −11  | −8   | −2   | 3    | 9     | 15    | 17    | 16    | 11   | 5    | −1    | −8   | 3,8 |
| Абсолютный минимум, °C        | −33  | −32  | −24  | −15  | −4    | 2     | 6     | 2     | −4   | −14  | −23   | −31  | −33 |
| Норма осадков, мм             | 34,8 | 37,3 | 58,9 | 85,1 | 102,1 | 118,1 | 100,3 | 116,6 | 85,1 | 67,8 | 65,5  | 50,3 | 922 |
| Источник: The Weather Channel |      |      |      |      |       |       |       |       |      |      |       |      |     |

## Демография
По переписи 2010 года, общая численность населения составила 152 871 человек, зарегистрировано 66,7 тыс. домохозяйств.
Распределение населения по расовому признаку:
- белые — 58,4 %
- афроамериканцы — 20,5 %
- коренные американцы — 0,4 %
- азиаты — 2,9 %
- латиноамериканцы — 15,8 % и др.

10,4 % населения родились в Рокфорде, 84,4 % живут в своих домах более одного года. 16,3 % населения в возрасте старше пяти лет, говорит на двух и более языках. 80,3 % населения старше 25-и лет имеет среднее образование, 20,6 % обладают степенью бакалавра, магистра и выше.
Распределение населения по возрасту:
- до 5 лет — 7,6 %
- до 18 лет — 25,9 %
- от 65 лет — 13,9 %

Годовой доход на домовладение составляет в среднем $ 38 573. Доход на душу населения — $ 21 422. 23,3 % жителей находится ниже прожиточного минимума. Трудоспособное население затрачивает в среднем 20,6 минут на дорогу на работу.

## Города-побратимы
Программа сотрудничества городов США с городами других стран появилась в 1956 году, при президенте Дуайте Эйзенхауэре. В 1967 году, в виду огромной популярности эта программа вылилась в формирование отдельной некоммерческой организации Sister Cities International.
Sister Cities International создает и укрепляет партнёрство городов-побратимов в целях повышения глобального сотрудничества, содействия культурному взаимопониманию, а также стимулированию экономического развития. Рокфорд и его пригород имеет прочные связи с городами в Германии, Франции, Украине, Китае, Швеции, Италии, Румынии, Кыргызстане и Венгрии.

| - Швибердинген, Германия (1988) - Во-ле-Пени, Франция (1999) - Бровары, Украина (1995) - Чанчжоу, КНР (1999) - Боргхольм, Швеция (2002) | - Клуж-Напока, Румыния (2005) - Ферентино, Италия (2006) - Токмак, Кыргызстан (2006) - Тасар, Венгрия |

## Известные уроженцы города
- Джеймс Генри Брэстед — американский археолог и историк.
- Стив Черандоло — американский футболист, защитник «Ганновера» и сборной США.
- Джон Байард Андерсон — американский юрист, политик-республиканец, конгрессмен от штата Иллинойс.
- Мишель Уильямс — американская певица, автор песен, продюсер и актриса.
- Эйдан Куинн — американский актёр.
- Дженис Элейн Восс — американский инженер и астронавт НАСА.
- Гордон Таллок — американский экономист.